# Dawn Fraser
Dawn Fraser AO MBE (Balmain, Sydney, 4 de setembre de 1937) és una nedadora australiana, ja retirada, guanyadora de 8 medalles olímpiques i considerada una de les millors nedadores de velocitat de tots els temps.

## Biografia
El 1967 fou guardonada amb l'Orde de l'Imperi Britànic i el 1998 amb l'Orde d'Austràlia.

## Carrera esportiva

### Inicis
Va iniciar els entrenaments de natació de la mà Harry Gallagher, el qual la va començar a entrenar a Adelaida. El 1955, als 18 anys, va iniciar a destacar en els campionats d'Austràlia Meridional, si bé la seva explosió definitiva fou el 21 de febrer de 1956 en els Campionats nacionals de natació, on va trencar el rècord del món dels 100 metres lliures i on establí una gran rivalitat esportiva amb Lorraine Crapp.

### Jocs Olímpics
Va participar, als 19 anys, en els Jocs Olímpics d'Estiu de 1956 realitzats a Melbourne (Austràlia), on aconseguir guanyar tres medalles en les tres proves en les quals va participar: la medalla d'or en les proves dels 100 metres lliures i en els relleus 4x100 metres lliures, establint en ambdós casos sengles rècords del món, així com la medalla de plata en la prova dels 400 metres lliures. En els Jocs Olímpics d'Estiu de 1960 realitzats a Roma (Itàlia) va aconseguir revalidar la seva medalla d'or en la prova dels 100 metres lliures, esdevenint la primera dona a aconseguir aquest fet i establint un nou rècord olímpic, i va guanyar la medalla de plata en les proves dels relleus 4x100 metres lliures i en els relleus 4x100 metres estils, a més de finalitzar cinquena en la prova dels 400 metres lliures. En els Jocs Olímpics d'Estiu de 1964 realitzats a Tòquio (Japó), els seus últims Jocs, aconseguir revalidar la seva medalla d'or en la prova dels 100 metres lliures, esdevenint l'únic nedador ja sigui home o dona en guanyar tres vegades aquesta prova. En aquests mateixos Jocs aconseguí guanyar una nova medalla de plata en la prova de relleus 4x10 metres lliures, a més de finalitzar quarta en els 400 metres lliures i ser eliminada en la primera ronda en la prova dels relleus 400 metres estils.
A Tòquio Fraser protagonitzà un fet lamentable poques hores abans de la cerimònia de clausura, en escapar-se de la vila olímpica per anar de festa. Al llarg de la nit fou detinguda per la policia de la ciutat japonesa acusada de voler robar una bandera del Palau Imperial de la ciutat. La conducta indisciplinada de la nedadora australiana provocà la sanció de la seva federació esportiva per 10 anys, cosa que provocà el final de la seva carrera als 27 anys.

### Després dels Jocs
Retirada de la vida esportiva, en els Jocs Olímpics d'Estiu de 2000 realitzats a Sydney (Austràlia) participà en la cerimònia d'inauguració com a portadora de la torxa olímpica.

## Carrera política
L'any 1988 fou escollida diputada independent de l'Assemblea Legislativa de Nova Gal·les del Sud, càrrec que abandonà el 1991.